# Barrême
Barrême é uma comuna francesa na região administrativa da Provença-Alpes-Costa Azul, no departamento dos Alpes da Alta Provença. Estende-se por uma área de 37,05 km². Em 2010 a comuna tinha 432 habitantes (densidade: 11,7 hab./km²).